# Port lotniczy Osz
Port lotniczy Osz (IATA: OSS, ICAO: UAFO) – port lotniczy położony w Osz, w Kirgistanie.

## Linie lotnicze i połączenia
- Avia Traffic Company (Biszkek)
- Centre-Avia (Moskwa-Domodiedowo)
- China Southern Airlines (Urumqi)
- Itek Air (Moskwa-Domodiedowo, Nowosybirsk)
- Kyrgyzstan (Biszkek, Moskwa-Domodiedowo)
- Kyrgyzstan Airlines (Biszkek, Karavan, Sankt Petersburg)
- Osh-Avia (Biszkek)
- S7 Airlines (Moskwa-Domodiedowo)
- Rossiya Airlines (Sankt Petersburg)